# Rumex suffruticosus
Rumex suffruticosus là một loài thực vật có hoa trong họ Rau răm. Loài này được J.Gay ex Meisn. miêu tả khoa học đầu tiên năm 1856.